# Лука Пеллегріні (футболіст, 1999)
Лука Пеллегріні (італ. Luca Pellegrini, нар. 7 березня 1999, Рим) — італійський футболіст, захисник клубу «Ювентус», що на умовах оренди виступає за «Лаціо». Грав за національну збірну Італії.

## Клубна кар'єра
Народився 7 березня 1999 року в Римі. Вихованець футбольної школи клубу «Рома». 17 квітня 2018 року Пеллегріні підписав свій перший професіональний контракт з «Ромою», терміном до 2021 року.
Пеллегріні приєднався до першої команди в сезоні 2018/19 у віці дев'ятнадцяти років. 26 вересня 2018 року дебютував за основну команду «вовків» у переможному матчі Серії А з «Фрозіноне», що закінчився з рахунком 4:0, також віддавши гольову передачу Александару Коларову. Дебютував у Лізі чемпіонів 2 жовтня 2018 року, в матчі групового етапу проти «Вікторії» (Пльзень) (5:0). Всього до кінця року зіграв за столичну команду 6 ігор в усіх турнірах.
31 січня 2019 року був відданий в оренду до кінця сезону в «Кальярі». За півтора сезони відіграв за головну команду Сардинії 36 матчів в Серії А.
26 вересня 2020 року, також на умовах орендної угоди, приєднався до «Дженоа».
Повернувшись з оренди, дебютував в офіційних іграх за «Юве» і провів по ходу сезону 2021/22 18 ігор у його складі.
12 серпня 2022 року знову був відданий в оренду, цього разу до німецького «Айнтрахта». Протягом півроку, проведеного у Німеччині, не став гравцем основного складу і на початку 2022 року повернувся на батьківщину, де був орендований римським «Лаціо». 

## Виступи за збірні
2013 року дебютував у складі юнацької збірної Італії, взяв участь у 34 іграх на юнацькому рівні. Він зіграв на чемпіонаті Європи 2016 року серед юнаків до 17 років, де Італія не вийшла з групи.
2019 року з командою до 20 років поїхав на молодіжний чемпіонат світу.
Згодом протягом 2018–2020 років виступав за молодіжну збірну Італії, а наприкінці того ж 2020 року уперше вийшов на поле у складі національної збірної.

## Статистика виступів

### Статистика клубних виступів
Станом на 17 серпня 2023
| Сезон               | Команда             | Чемпіонат           | Чемпіонат | Чемпіонат | Національний кубок | Національний кубок | Національний кубок | Континентальні кубки | Континентальні кубки | Континентальні кубки | Інші змагання | Інші змагання | Інші змагання | Усього | Усього |
| Сезон               | Команда             | Ліга                | Ігор      | Голів     | Ліга               | Ігор               | Голів              | Ліга                 | Ігор                 | Голів                | Ліга          | Ігор          | Голів         | Ігор   | Голів  |
| ------------------- | ------------------- | ------------------- | --------- | --------- | ------------------ | ------------------ | ------------------ | -------------------- | -------------------- | -------------------- | ------------- | ------------- | ------------- | ------ | ------ |
| 2018–січ. 2019      | «Рома»              | A                   | 4         | 0         | КІ                 | 0                  | 0                  | ЛЧ                   | 2                    | 0                    |               | -             | -             | 6      | 0      |
| 2019                | «Кальярі»           | A                   | 12        | 0         | КІ                 | -                  | -                  | -                    | -                    | -                    | -             | -             | -             | 12     | 0      |
| 2019–20             | «Кальярі»           | A                   | 24        | 0         | КІ                 | 0                  | 0                  | -                    | -                    | -                    | -             | -             | -             | 24     | 0      |
| Усього за «Кальярі» | Усього за «Кальярі» | Усього за «Кальярі» | 36        | 0         |                    | 0                  | 0                  |                      | -                    | -                    |               | -             | -             | 36     | 0      |
| 2020–21             | «Дженоа»            | A                   | 11        | 0         | КІ                 | 1                  | 0                  | -                    | -                    | -                    | -             | -             | -             | 12     | 0      |
| 2021–22             | «Ювентус»           | A                   | 18        | 0         | КІ                 | 2                  | 0                  | ЛЧ                   | 1                    | 0                    | СІ            | 0             | 0             | 21     | 0      |
| 2022–23             | «Айнтрахт»          | БЛ                  | 9         | 0         | КН                 | 1                  | 0                  | ЛЧ                   | 4                    | 0                    | СУ            | -             | -             | 14     | 0      |
| січ.-черв. 2023     | «Лаціо»             | A                   | 7         | 0         | КІ                 | 0                  | 0                  | ЛК                   | 1                    | 0                    | -             | -             | -             | 8      | 0      |
| 2023–24             | «Лаціо»             | A                   | -         | -         | КІ                 | -                  | -                  | ЛЧ                   | -                    | -                    | СІ            | -             | -             | -      | -      |
| Усього за «Лаціо»   | Усього за «Лаціо»   | Усього за «Лаціо»   | 7         | 0         |                    | 0                  | 0                  |                      | 1                    | 0                    |               | -             | -             | 8      | 0      |
| Усього за кар'єру   | Усього за кар'єру   | Усього за кар'єру   | 85        | 0         |                    | 4                  | 0                  |                      | 8                    | 0                    |               | -             | -             | 97     | 0      |

### Статистика виступів за збірну
Станом на 17 серпня 2023
| Дата       | Місто     | Господарі | Результат | Гості   | Турнір           | Голи | Примітки |
| ---------- | --------- | --------- | --------- | ------- | ---------------- | ---- | -------- |
| 11-11-2020 | Флоренція | Італія    | 4 – 0     | Естонія | товариський матч | -    | 71'      |
| Усього     |           | Матчів    | 1         |         | Голів            | 0    |          |

| Дата       | Місто           | Господарі | Результат | Гості   | Турнір                             | Голи | Примітки |
| ---------- | --------------- | --------- | --------- | ------- | ---------------------------------- | ---- | -------- |
| 11-10-2018 | Удіне           | Італія    | 0 – 1     | Бельгія | Товариський матч                   | -    | 60'      |
| 15-10-2018 | Віченца         | Італія    | 2 – 0     | Туніс   | Товариський матч                   | -    | 60'      |
| 10-10-2019 | Дублін          | Ірландія  | 0 – 0     | Італія  | Кваліфікація молодіжного Євро-2021 | -    |          |
| 14-10-2019 | Єреван          | Вірменія  | 0 – 1     | Італія  | Кваліфікація молодіжного Євро-2021 | -    | 75'      |
| 8-9-2020   | Кальмар (місто) | Швеція    | 3 – 0     | Італія  | Кваліфікація молодіжного Євро-2021 | -    | 68'      |
| Усього     |                 | Матчів    | 5         |         | Голів                              | 0    |          |